# Municipio de Browns Creek (Minnesota)
El municipio de Browns Creek (en inglés: Browns Creek Township) es un municipio ubicado en el condado de Red Lake en el estado estadounidense de Minnesota. En el año 2010 tenía una población de 48 habitantes y una densidad poblacional de 1,54 personas por km².

## Geografía
El municipio de Browns Creek se encuentra ubicado en las coordenadas 47°56′55″N 96°17′17″O / 47.94861, -96.28806. Según la Oficina del Censo de los Estados Unidos, el municipio tiene una superficie total de 31.18 km², de la cual 31,18 km² corresponden a tierra firme y (0 %) 0 km² es agua.

## Demografía
Según el censo de 2010, había 48 personas residiendo en el municipio de Browns Creek. La densidad de población era de 1,54 hab./km². De los 48 habitantes, el municipio de Browns Creek estaba compuesto por el 97,92 % blancos y el 2,08 % eran de una mezcla de razas. Del total de la población el 0 % eran hispanos o latinos de cualquier raza.